# Hollebeek (Temse)
Hollebeek is een wijk in Temse, een gemeente in de Belgische provincie Oost-Vlaanderen. De wijk ligt in het oosten van het dorpscentrum, langs de weg naar Steendorp. Ten zuiden stroomt de Schelde.

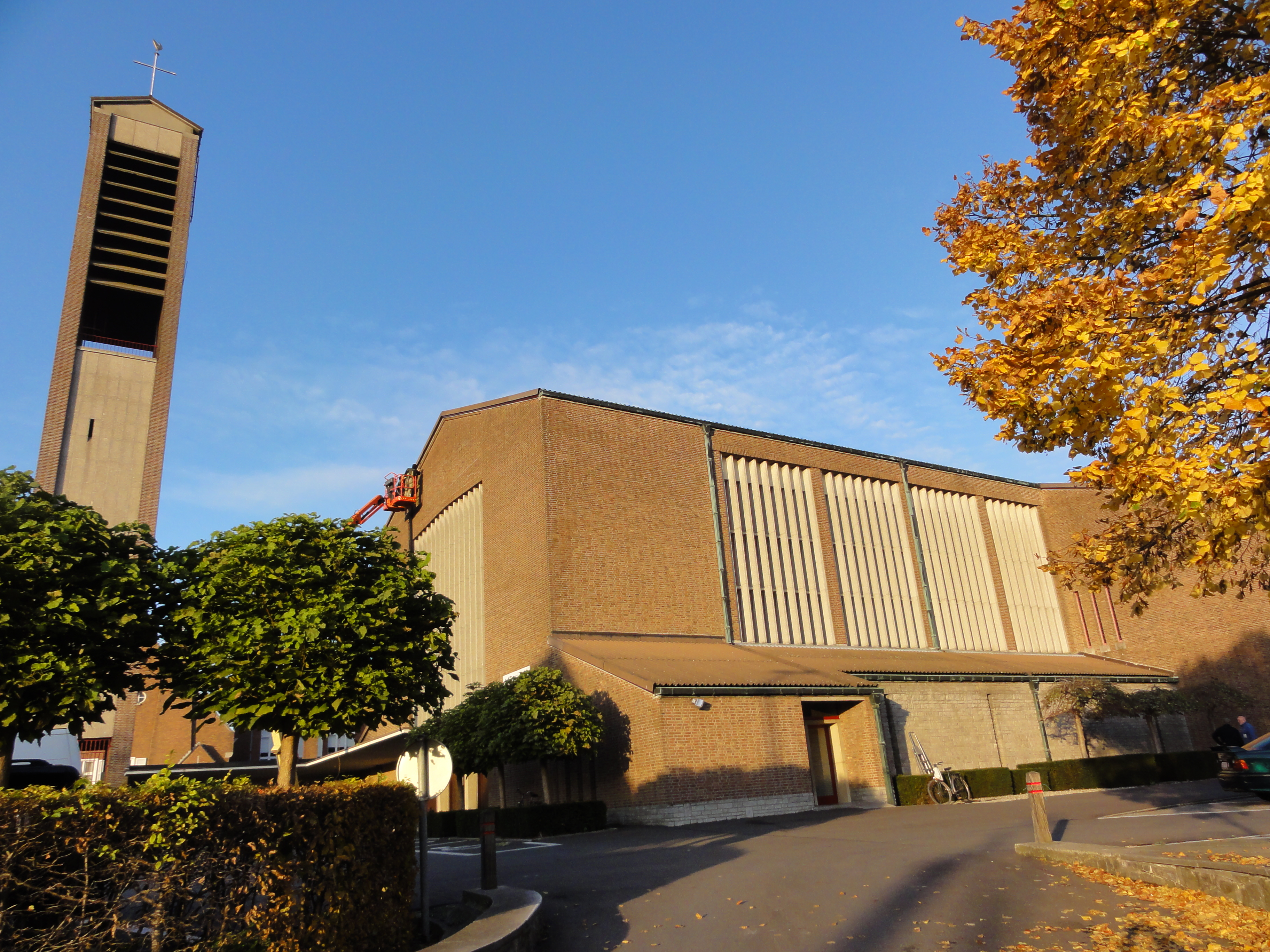
Christus Koningkerk

## Geschiedenis
De plaats bleef eeuwenlang een landelijk gebied, waardoor de Hollebeek in zuidelijk richting naar de Schelde stroomde. In het zuiden stond nabij het dorpscentrum en de Schelde de burcht van Temse. De Ferrariskaart uit de jaren 1770 toont hier nog steeds een landbouwgebied met een verspreide bebouwing. In 1783 werd de burcht afgebroken en door een kasteel vervangen.
De Atlas der Buurtwegen uit het midden van de 19de eeuw toont al een toegenomen bebouwing langs de verschillende landwegen. In het zuiden werden langs de weg van Temse naar Steendorp de gehuchtjes de Uil, Oostbarm (Oostberg) en Vijfhuizen aangeduid. Ten noordwesten van het centrum van Temse was het gehuchtje Hollebeek aangeduid en nog verder noordwaarts toonde deze kaart onder meer de gehuchten Lauwershoek en Houtbriel.
Rond 1870 werd ten westen van Hollebeek de spoornlijn 54 Mechelen - Sint-Niklaas geopend, die tussen de landelijke gehuchten en het centrum van Temse kwam te liggen en ook het station Temse werd hier geopend. In de eerste helft van de 20ste eeuw werd door het gebied een nieuwe rechte weg getrokken van het stadscentrum naar Steendorp in het oosten, de huidige N419 of Krijgsbaan.
Kort na de Tweede Wereldoorlog was er nood aan woningen en de gemeente Temse richtte ten noorden van de krijgsbaan een paar honderd woningen op in de tot dan toe landelijk gebleven wijk. Omwille van de bevolkingsaangroei werd Hollebeek in 1952 een zelfstandige parochie, gewijd aan Christus Koning, en een noodkerkje werd opgetrokken. In 1961 begon de bouw van een nieuwe kerk, die in 1963 werd ingewijd. In 1965 werd het kasteel van Temse gesloopt.
In de tweede helft van de 20ste eeuw groeide de wijk verder uit en ook het landelijk gebied tussen de vroegere landwegen en de vroegere gehuchtjes Hollebeek, de Uil en Oostberg raakte verkaveld en bebouwd en lintbebouwing verbond de wijk verder met onder meer Vijfhuizen, Lauwershoek en Houtbriel.

## Bezienswaardigheden
- de Christus Koningkerk

## Verkeer en vervoer
Van west naar oost loopt door Hollebeek de Krijgsbaan of N419 van Temse naar Steendorp. Ten westen, tussen Hollebeek en het centrum van Temse ligt de N16 naast spoorlijn 54 van Mechelen naar Sint-Niklaas.
Deelgemeenten: Elversele · Steendorp · Temse · Tielrode

Wijken en gehuchten: Cauwerburg · Hollebeek · Velle

Belgische gemeenten · Arrondissement Sint-Niklaas · Oost-Vlaanderen · Vlaanderen